# 坎波斯博尔热斯
坎波斯博尔热斯是巴西南大河州的一个市镇。总面积237.293平方公里，总人口3564人，人口密度15人/平方公里。